# Mutt Carey

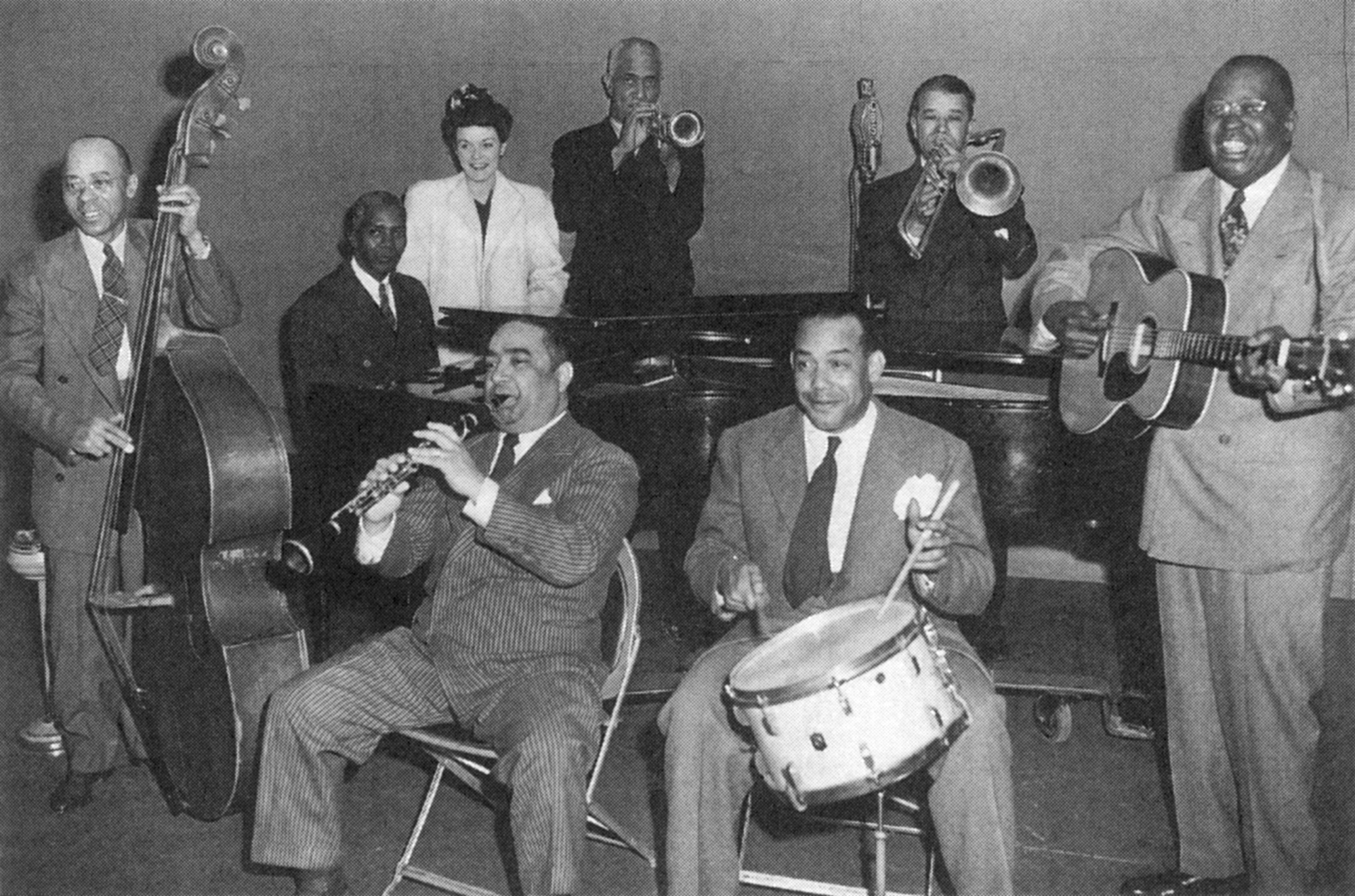
The All Star Jazz Band (1944), met Mutt Carey op trompet

Thomas "Papa Mutt" Carey (Hahnville, 25 december 1886 - Elsinore, 3 september 1948) was een Amerikaanse trompettist die New Orleans-jazz speelde.
Carey verhuisde toen hij nog jong was met het kinderrijke gezin (zeventien kinderen) naar New Orleans. Hij speelde onder meer drums en gitaar, maar stapte rond 1912 over op de kornet  en speelde daarmee in de band van zijn broer, de trombonist Jack. Hij speelde in verschillende bands op parades in de stad en werd op voorspraak van Joe Oliver in 1914 lid van de band van Kid Ory. In 1917 toerde hij met onder meer klarinettist Johnny Dodds in het vaudeville-circuit. In 1919 ging hij met Ory naar California, waar de groep veel succes had en in 1921 plaatopnames maakte, onder meer als begeleidingsgroep voor de blueszangeressen Ruth Lee en Roberta Dudley. De opnames, waaronder de beroemde instrumentale opname "Ory's Creole Trombone", kwamen uit op het label Sunshine Records. Toen Ory naar Chicago ging, nam Carey de leiding van de band over, waarmee hij onder meer stomme films begeleidde. Het waren moeilijke jaren en Carey was op een gegeven moment gedwongen buiten de muziek baantjes te nemen. In 1944 kwamen Carey en Ory opnieuw samen in een tijd dat er aan de westkust een hernieuwde belangstelling bestond voor de traditionele jazz. In die tijd traden ze op voor de radio en maakten ze opnames. In 1947 verliet hij Ory's band om in New York een eigen groep te beginnen, Mutt Carey and His New Yorkers, met daarin onder meer Baby Dodds en Albert Nicholas. Met deze band maakte hij in november dat jaar opnames. Terug in California was hij bezig met een nieuwe groep, toen hij werd geveld door een hartaanval.

## Discografie (selectie)
- Mutt Carey Plays the Blues, Riverside, 1954)
- Portrait of a New orleans Master, Upbeat Jazz, 2002 (Allmusic 'Album pick')